# Charactopygus trilobatus
Charactopygus trilobatus är en mångfotingart som beskrevs av Carl Graf Attems 1914. Charactopygus trilobatus ingår i släktet Charactopygus och familjen Spirostreptidae. Inga underarter finns listade i Catalogue of Life.